# エーリッヒ・ベーレンフェンガー
エーリッヒ・ベーレンフェンガー（Erich Bärenfänger、1915年1月12日 - 1945年5月2日）は、ドイツの軍人である。陸軍少将。

## 初期の軍務
西プロイセンのメンデンで郵便職員の息子として生まれ、1933年に突撃隊に入隊した。1936年、ベーレンフェンガーは歩兵連隊に入隊、その後、軍曹に昇進し、1939年4月には少尉にまで昇進した。第2次世界大戦勃発後の1939年9月から1940年6月まではポーランド、フランス両戦線で小隊長を務め、1941年前半にはバルカン半島で戦った。1941年、バルバロッサ作戦が発動すると、ベーレンフェンガーは東部戦線に異動、タマン半島、クリミア半島で戦った。コーカサスの戦闘における勇敢な行為に対して、彼は柏葉剣付騎士十字章を授与され、また同盟各国からも数々の勲章を授与した。その後、ヒトラー・ユーゲントの軍事教官に転任した。

## 1945年・ベルリン
第二次世界大戦末期、ベーレンフェンガーはベルリンに滞在していた。1945年4月22日、中佐であったベーレンフェンガーは、ヒトラーにより、30歳で少将に任命された。ベーレンフェンガーはベルリン防衛線で短期間であったが、ヒトラー護衛を担当した。
4月末、ベルリン防衛軍司令官は頻繁に交代した。3月初旬、ヘルムート・ライマン中将がその任務に就いていたが、4月22日、エルンスト・ケーターと交代となった。しかしケーターは精神的な面でその任務に向いておらず、その代理としてベーレンフェンガーが職務を行った。4月23日、ヘルムート・ヴァイトリング大将が死守命令に背いたとされ、ヒトラーに銃殺命令が出された。しかし、ヴァイトリングの話を聞いたヒトラーはこれを取り消し、さらにヴァイトリングをベルリン防衛軍司令官に任命した。
このベルリンを戸惑わせた司令官の交代劇の間、ベーレンフェンガーはヒトラーの副官的位置で職務に就いていた。
以下はミュンヘベルク装甲師団の将校が書いた日記の4月26日夕方の記述から引用する。
”空軍省からエーリッヒ・ベーレンフェンガー少将が防衛軍の司令官を解任されたというニュースが届いた。一時間後に、ヘルムート・ヴァイトリング大将が任命されたと聞いた。ウェルナー・ムマート予備役少将が戦車部隊を指揮するという･･･。”
このような情報は、数日たってから現場に流れるようになっていた。
ベルリンの戦いが始まった4月26日、ヒトラーが直接指揮を取るために、ベーレンフェンガーは防衛区画「A」、「B」を担当することとなった。ベーレンフェンガーは、シェーンハウザー並木駅から北に向かって少なくとも2回、戦車による攻撃を行ったが、どちらも成功しなかった。2回目は5月1日に行われた。
ヒトラー死後、包囲下のベルリンからヴィルヘルム・モーンケSS少将らが脱出する際、ベーレンフェンガーはその支援を行った。5月1日、モーンケらは総統地下壕からの脱出に成功した。そこで彼らはあたかもパレードのように新しいティーガー戦車や突撃砲が高射砲塔の前に並ぶのを見たという。さらに伝えられる話では若き少将ベーレンフェンガーの姿がその居並ぶティーガーの中に居たといわれる。
5月2日から3日夜にかけて、ベーレンフェンガーはオラニエンブルクへの逃亡を試みたが、失敗したためベルリン＝プレンツラウアーベルクのビール醸造所の地下室で若き妻と義理の兄弟と共に自殺した。

## 叙勲
- 歩兵突撃章（銀）
- 戦傷章（金）
- 鉄十字章（一級、二級）
- ドイツ十字章（金）－1941年12月26日
- 柏葉剣付騎士十字章
  - 騎士十字章－1942年8月27日
  - 柏葉付騎士十字章－1943年5月17日
  - 柏葉剣付騎士十字章－1944年1月23日